# Tausend Milliarden Dollar
Tausend Milliarden Dollar (Originaltitel: Mille milliards de dollars) ist ein französischer Film von Henri Verneuil aus dem Jahr 1982. Der Titel des Films bezieht sich auf den Jahresumsatz der Konzerne, gegen die der Journalist vorgeht.

## Handlung
Starreporter Paul Kerjean von der „La Tribune“ in Paris erhält von einem anonym bleiben wollenden Informanten brisante Informationen über Jacques Benoît-Lambert (genannt „JBL“), den bekannten Politiker und Präsidenten des französischen Großkonzerns „Electronic de France“. Von Benoît-Lamberts Frau, die ihren Mann und seine Geliebte Laura heimlich überwachen ließ, erhält Kerjean die Adresse des Privatdetektivs Walter. Kerjean ahnt noch nicht, dass die Informationen um Benoît-Lambert vom mächtigen US-Konzern G.T.I. stammen, dessen Präsidenten er vor einiger Zeit auf der Jahreshauptversammlung in Brüssel selbst kennengelernt hatte.
G.T.I. hatte in der Vergangenheit gezielt jeweils nationale Firmen in der ganzen Welt aufgekauft und so seinen multinationalen Einfluss immer weiter vergrößern können, ohne dass dies von außen erkennbar war, denn die aufgekauften Unternehmen traten weiterhin scheinbar national auf. Nun gehört der Konzern zu jenen nur 30 größten Unternehmen der Welt, die zusammen einen Jahresumsatz von Tausend Milliarden Dollar erzielen – 10 Prozent des Jahresumsatzes aller Unternehmen der ganzen Welt (ohne damalige Ostblockstaaten), mit Konzerntöchtern sogar 20 Prozent – eine ungeheure Machtkonzentration in den Händen Weniger.
Kurz nach der Veröffentlichung von Kerjeans brisantem Bericht in „La Tribune“ über diese Fakten und Benoît-Lamberts Geschäfte wird der Großindustrielle in seinem Auto erschossen aufgefunden – Selbstmord, wie die Polizei aufgrund der Spurenlage annehmen muss. Wie Kerjean jedoch in der Folge aufdeckt, stand „JBL“ kurz vor der Enthüllung von weiteren schmutzigen Machenschaften des G.T.I.-Konzerns in der Vergangenheit, die bis in die Zeit vor und während des Zweiten Weltkrieges zurückreichen und die jede bisher bekannte Dimension sprengen. Nach seinen ungeheuerlichen Entdeckungen riskiert Kerjean nun seine Anstellung und das Leben seiner Familie, um die Machenschaften des Konzerns doch noch an die Öffentlichkeit zu bringen.

## Kritiken
„Interessanter und weitgehend spannend entwickelter Polit-Thriller, dessen beklemmende Thematik durch die genrebedingten Verkürzungen und Effekte an Glaubwürdigkeit einbüßt.“

„Frankreichs Erfolgsregisseur Henri Verneuil (…), früher selbst Journalist, hat diesen spannenden Politthriller über die Macht und die Machenschaften der Multis zwar kaum nach gängigen Regeln journalistischen Handwerks, dafür aber publikumswirksam im bewährten Stil des Unterhaltungskinos inszeniert. Als Journalist glänzt hier der früh verstorbene französische Charaktermime Patrick Dewaere in seiner vorletzten Rolle.“

## Hintergrund
Der Film ist eine Adaption des 1969 erschienenen Buchs „Mille milliards de dollars: le monde économique de demain“ (deutscher Titel: Tausend Milliarden Dollar – 60 Mammutkonzerne beherrschen 1985 die Wirtschaft der Welt) von Robert Lattès.